# Naiskos

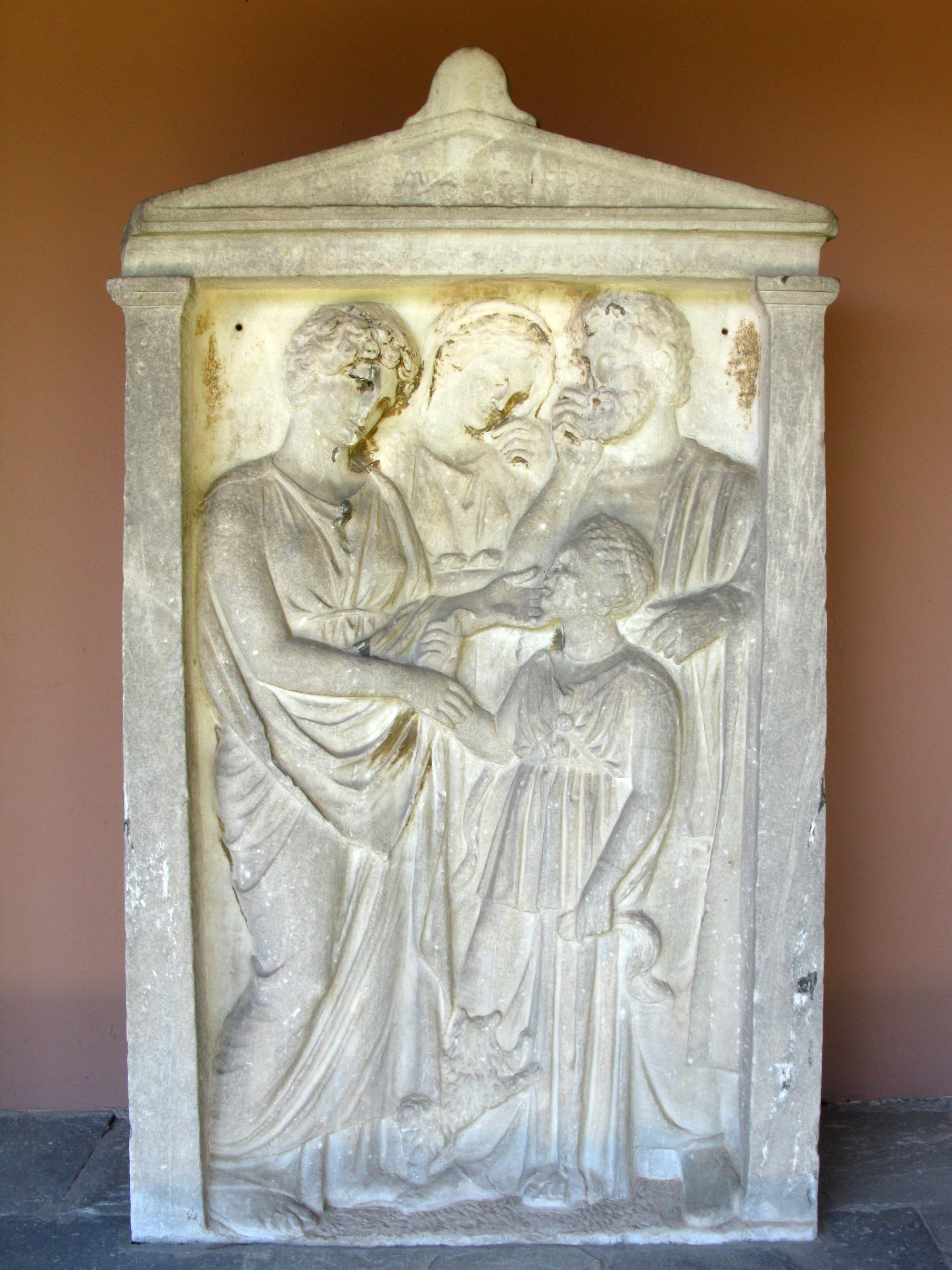
Naiskos Eukolinei ze sceną rodzinną (z ateńskiego Keramejkosu)

Naiskos (gr. ναΐσκος; lm naiskoi) – rodzaj starogreckiego nagrobka w postaci świątynki z reliefową sceną figuralną we wnętrzu.  
Zewnętrznie naśladował kształt distylowego templum in antis, wyposażony w anty i przyczółek z tympanonem, główną część fasady miał wewnętrznie zdobioną wypukłym reliefem przedstawiającym scenę z udziałem żywych i zmarłego (nierzadko w postaci sceny rodzinnej). W sztuce sepulkralnej stosowany w V i IV wieku p.n.e.
Forma naiskosu wykształciła się z attyckich stel nagrobnych w drugiej połowie IV wieku p.n.e.. Początkowo proste w kształcie, z czasem zyskały bardziej złożoną i wyszukaną formę nawiązującą do fasady świątyni greckiej z frontonem wspartym na kolumnach. Najlepsze przykłady tych charakterystycznych nagrobków pochodzą z ateńskiego cmentarzyska Keramejkos (np. stela Demetrii i Pamfilii, stela Hegeso).
Określenie to stosowano również w odniesieniu do podobnych motywów dekoracyjnych występujących w malarstwie czerwonofigurowym ceramiki apulskiej z IV wieku p.n.e. (zwłaszcza na okazałych kraterach wolutowych z okresu 375-330 p.n.e.), i naśladowanych przez Rzymian (jako edikula) w ich sztuce sepulkralnej.